# Зелёный Клин (Башкортостан)
Зелёный Клин (баш. Зелёный Клин) — деревня, административный центр Зеленоклиновского сельсовета муниципального района Альшеевский район Республики Башкортостан России. Живут башкиры (2002).

## Географическое положение
Расстояние до:
- районного центра (Раевский): 45 км,
- ближайшей железнодорожной станции (Раевка): 45 км.

## История
Основана после 1920 (в 1925 зафиксировано 26 дворов) в Белебеевском кантоне как п.Зелёный Клин. С 1939 учитывалась как п.Отделения Зелёный Клин Кызыльского совхоза. С 1950-х гг. — как п.Зеленоклиновского отделения Кызыльского совхоза.
C 2005 современный статус, с 2007 современное название.
Статус деревня посёлок Зеленоклиновского отделения Кызыльского совхоза приобрёл согласно Закону Республики Башкортостан от 20 июля 2005 года N 211-з «О внесении изменений в административно-территориальное устройство Республики Башкортостан в связи с образованием, объединением, упразднением и изменением статуса населенных пунктов, переносом административных центров», ст.1

6. Изменить статус следующих населенных пунктов, установив тип поселения - деревня:

…

2) в Альшеевском районе:

к) поселка Зеленоклиновского отделения Кызыльского совхоза Зеленоклиновского сельсовета;
До 10 сентября 2007 года называлась Деревней Зеленоклиновского отделения Кызыльского совхоза.
Переименование прошло согласно Постановлению Правительства РФ от 10 сентября 2007 г. N 572 «О присвоении наименований географическим объектам и переименовании географических объектов в Республике Адыгея, Республике Башкортостан, Ленинградской, Смоленской и Челябинской областях», вместе с 12 населёнными пунктами района:

 переименовать в Республике Башкортостан:

в Альшеевском районе — деревню разъезда Аврюз в деревню Григорьевка, село Демского отделения Раевского совхоза в село Дим, деревню Зеленоклиновского отделения Кызыльского совхоза в деревню Зеленый Клин, деревню Красноклиновского отделения Раевского совхоза в деревню Красный Клин, деревню Линдовского отделения Раевского совхоза в деревню Линда, деревню 1-го отделения Кызыльского совхоза в деревню Сулпан, село сельхозтехникума в село Ким, деревню разъезда Слак в деревню Хусаин, деревню хозяйства Заготскота в деревню Шишма, деревню 3-го отделения совхоза «Шафраново» в деревню Каменка, село совхоза «Шафраново» в село Мечниково, деревню 2-го отделения Кызыльского совхоза в деревню Ярташлы; 

## Население
| 2002 | 2009 | 2010 |
| ---- | ---- | ---- |
| 404  | ↗460 | ↘378 |

Историческая численность населения: в 1939 — 139 чел.; 1959 — 200; 1989 — 421; 2002 — 404; 2010 — 378 человек.

## Инфраструктура
Средняя школа, детсад, фельдшерско-акушерский пункт, ДК, библиотека.

## Религия
В деревне есть мечеть.